# Magyar nyelvjárások
A magyar nyelv a mai álláspont szerint tíz nyelvjárási régióra oszlik:
1. nyugat-dunántúli nyelvjárási régió,
2. közép-dunántúli–kisalföldi nyelvjárási régió,
3. dél-dunántúli nyelvjárási régió,
4. dél-alföldi nyelvjárási régió,
5. palóc nyelvjárási régió,
6. Tisza–Körös-vidéki nyelvjárási régió,
7. északkeleti nyelvjárási régió,
8. mezőségi nyelvjárási régió,
9. székely nyelvjárási régió,
10. moldvai nyelvjárási régió.

A korábban elterjedt felosztás kilenc nyelvjárási területet különböztetett meg, amelyek közül a dunántúlit az új rendszerben közép-dunántúli–kisalföldi, valamint dél-dunántúli nyelvjárási régióra bontották, a csángó a moldvai nevet kapta, a nyugatiból nyugat-dunántúli lett, a tiszai pedig immár a Tisza–Körös-vidéki nevet viseli.
Maguk ezek a nyelvjárások kiugró eltéréseket nem mutatnak az irodalmi magyar nyelvtől (ez nem mondható el néhány szomszédos országról, leginkább Szlovéniáról), az eltérések legnagyobb részt a hangokban mutatkoznak meg, egy-két nyelvjárásnak van néhány sajátos szava, amely nem szerepel a sztenderdizált nyelvben, avagy olyan kifejezést használ, amely azonban érthető az irodalmi nyelv számára is (Vas vármegyében példának okáért a csukd be az ajtóra a tedd be az ajtót mondják, a szlovákiai magyarok pedig belépő-nek nevezik a papucsot). Összességében megállapítható, hogy a magyar nyelvnek nincsenek igazi nyelvjárásai. A magyar irodalmi nyelv homogenizációját segítette, hogy a magyar lakosság egy földrajzilag kevéssé tagolt egységes területen él, s az országon belül nem alakultak ki éles tartományi vagy vámhatárok, melyekkel akár a peremnyelvjárások külön nyelvekké is alakulhattak volna, ahogy ez bekövetkezett más, a Kárpát-medencét lakó nem magyar lakosságnál.
A magyar jelnyelv szintén rendelkezik nyelvjárásokkal.
2020-tól Pusztay János nyelvész javaslatára minden év december 1-je a magyar nyelvjárások napja.

## Részletes bemutatás

### Nyugat-dunántúli nyelvjárás (korábban nyugati nyelvjárás)
Kiejtés: Erős fokú az l-ezés, vagyis az a jelenség, amikor „ly” helyett „l”-et ejtenek (például milyen >> millän). A köznyelvi (írott) „l” szó végén, illetve hosszú magánhangzó utáni gyakran kiesik (például körülbelül >> körü(l)bälü, szállni >> szányi). A köznyelvi „ú”, „ű”, „í” helyett elég általánosan rövid „u”, „ü”, „i” hangzik, (pl.: tűz >> tüz, víz >> viz). Magánhangzók között gyakran kettős mássalhangzó áll: tanittani, esső. A mássalhangzó a szó végén is megkettőződhet, ha a szóvégi szótag köznyelvi hosszú magánhangzót tartalmaz: tanít >> tanitt. Általános még a palatalizáció (írni >> irnyi) és más hangváltozások (kalapja >> kalaptya, jön >> gyün, ahol a „gy” kissé „dzs”-be hajló, Burgenlandban a „gy” egészen „dzs”-vé válik (például gyerek >> dzsärëk); a „ty” „cs”-vé válik (pl. atya >> acsa)). Nagyon jellemző rá a zárt ë hang.
Szókincs: Igen helyett gyakran a németből eredő ja szót használják. Jellemző a „semmittelen” értéktelen, sivár értelemben, a „faragó” a (ceruza-) hegyező helyett. „Cellux” helyett a „tixó”, „elszakít” helyett az „elszab”, a „rajta” helyett a „rajt” szavakat használják.

### Közép-dunántúli–kisalföldiésdél-dunántúli nyelvjárás(korábban egységesen dunántúli)
A közép-dunántúli–kisalföldi nyelvjárás több további csoportra oszlik, ezek a csallóközi, a mátyusföldi és a szigetközi nyelvjárás vagy aldialektus.
Kiejtés: A közép-dunántúli–kisalföldi és dél-dunántúli nyelvjárások megkülönböztetik a nyílt „e” hangot és a zárt „ë”-t, de nem a zárt, hanem a nyílt változat tér el a köznyelvi kiejtéstől: a nyílt „e”-t a röviden ejtett „á”-hoz közelítik. Pl.: âmber (ember), âlmegy (elmegy).
Szókincs: Az egyik legszínesebb nyelvjárási terület, a belső fejlődésen kívül délszláv és német eredetű szavak is jelentkeznek. (Igen helyett például gyakran a németből eredő ja szót használják.)

### Dél-alföldi nyelvjárás(más néven: déli)
Ez a nyelvjárásterület a Duna–Tisza köze magyarországi és szerbiai területeit és a Bánság vidékét  foglalja magában. A mai Budapest területe és környéke is ide tartozott eredetileg.
Kiejtés: A dél-alföldi nyelvjárás fő jellemzője az ö-zés (átmenet az „e” és az „ö” között), amely a nyelvterület egy jelentős  részén végigvonul, például embör (ember), mögitta (megitta), mögötte (megette).
Szókincs: E téren ez a terület mutatja a legkevesebb önállóságot, egyszer a dunántúli, máskor a palóc, helyenként a tiszai nyelvjárásterület jellegzetes tájszavait találjuk meg. Ennek településtörténeti okai vannak. Ez a terület szenvedett legtöbbet a török világban, majd utána jelentős részben a magyar nyelvterület különböző tájairól települt be.

### Palóc nyelvjárás(más néven: északnyugati)
Nyelvjárási sajátosságok
A palóc nyelvjárás Szlovákiában és Észak-Magyarországon elterjedt, pontosabban Vágtól keletre, a Dunától és a Budapest-Cegléd-Szolnok vonaltól északra egészen a Tiszáig és a Sajó-Hernád-medencéig.
Kiejtés: A palóc  nyelvjárásban a köznyelvi „a” hangot rövid „á”-nak ejtik („â”). Pl.: szâmār (szamár), âlmâ (alma), nâgy (nagy). Ugyanakkor a köznyelvi „á” hang a palóc nyelvjárásban hosszan ejtik és az „ó”-hoz közelít („ā”) (például az említett szâmār szóban). Ez a nyelvjárás az, amely megkülönbözteti a „ly” hangot a „j”-től: l(j)āny, fol(j)ó, l(j)uk, gól(j)â. Jellemzőek a záródó típusú diftongusok („ó” >> „au”, „ő” >> „öü”, „é” >> „ië”, például „férjhez” >> „fiërhö”)
Szókincs: Tájszavai között – különösen újabban – szlovák eredetű szavak is jelentkeznek.

### Tisza–Körös-vidéki nyelvjárás(más néven: keleti, korábban: tiszai nyelvjárás)
Kiejtés: A tiszai nyelvjárásban (a Tiszántúl és a Felső-Tisza-vidék magyarországi, romániai és ukrajnai területei) jellegzetes az í-zés: a köznyelvi „é” hangot az „í”-hez hasonlóan ejtik – pl.: níz (néz), píz (pénz), fílsz (félsz). Debrecentől keletebbre (Ukrajna és Románia egy részén is) számos esetben „e”-nek ejtik a köznyelvi „ö” hangot: ser (sör), perkelt (pörkölt), megcsemerlett (megcsömörlött) – de ez nem minden olyan szóra áll, amelyben a köznyelvi kiejtés szerint „ö” hang van (például az öt, ökör, zöld kiejtése nem különbözik). Nagy területen érvényesül a szótagzáró l, r, j nyújtó hatása, a zárt és a nyílt e között nem tesznek különbséget.
Szókincs: A nyelvjárási terület északkeleti része szorosan kapcsolódik Erdély mezőségi nyelvjárásához, ami a szókincsben is jól lemérhető.

### Északkeleti nyelvjárás
Kiejtés: Az északkeleti nyelvjárásban (Borsod-Abaúj-Zemplén vármegye, Szabolcs, és Hajdú-Bihar vármegyék egy része illetve Szlovákia egy része) az í-zés  előfordul: kík (kék), szíp (szép), píz (pénz)

#### Szabolcsi nyelvjárás
Hangtani eltérések
A tiszai í-ző pl.: kík (kék), píz (pénz) stb. Szabolcsban Bököny, Újfehértó környékén figyelhető meg, míg a Szabolcsi nyelvjárás kettőshangzós (pl.: lou (lu) - ló, köü (kü) - kő, kéik - kék stb.)
Alaktani eltérések
pl.: igeragozásban (E/3 személyben: megyen; E/2 személyben: tudol, mondol, fogol; T/2 személyben: jösztök)
A szabolcsi és hajdúsági területekre kifejezetten jellemzőek a különféle tájszavak és kifejezések.
Példák szavakra és kifejezésekre
Tájszavak:
- tengeri, málé - kukorica
- ler - tűzhely sütője
- spór - kályha
- parázs hús - sovány hús
- levonó - matrica
- paszuly - bab
- pulya - gyerek
- kóku - mumus
- kompré - burgonya
- köszméte - egres

Kifejezések:
- Megyünk nálatok. (a „megyünk hozzátok” helyett)
- Átmegyek nálatok a tálért.
- Kérek egy gömb fagylaltot.

### Mezőségi nyelvjárás(más néven:Királyhágóntúli)
- Románia magyarlakta területének nem székely részére jellemző
- Az o hang helyett esetenként a hangot ejtenek  (Pl: mastaha, akas, bagár, malam)
- Az a hang helyett gyakran annak magas variánsát, á-t ejtenek.
- Sok helyen a hosszú  magánhangzó helyett annak rövid változata él (Pl: házbol, mellöl)
- Az elbeszélő múlt idő használata (Pl: mene, jövék)

### Székely nyelvjárás
Szókincs: Különösen színes a székely nyelvjárás, amelyet nem is annyira az ejtésmódja, mint inkább a szófűzése, a nemzedékről nemzedékre öröklődő, fordulatokban gazdag beszédmódja tesz jellegzetessé. Ez jól látható a székely népköltészet, a népdalok, népmesék, népballadák stílusából, és olyan írók regényeiből, elbeszéléseiből, akik a székely nyelvjárás színeivel gazdagították stílusukat. A székely nyelvjárásban az „és” szót nem használják, helyette mindig „s”-t mondanak.
Példák székely szavakra, kifejezésekre:
- megbonyul – megellik
- elszövődik a Nap – fátyolfelhő kerül a Nap elé
- gürüzdölés, görözdölés – köszörülés
- kacsiba, kacsuba, kacsuka – csámpás
- ádámbűz – a házhoz nem tartozó ember szaga ÚMTsz. Használata általános. Megj.: Kalotaszegen is használatos.
- ahajt – ott, amott
- odaül valahol – sokáig tartózkodik valahol ÚMTsz, Kriza. Általános népi szó. Vö. megüli magát
- olló – gida, kecskegida
- ollózik – ellik (kecske)
- összebüszüdik – megromlik, megbüdösödik
- patkány – poc, pocok
- hínyáros - homályos (Gyergyó vidékén használják)
- pityóka - krumpli

### Moldvai nyelvjárás(korábban: csángó)
archaikus moldvai csángó nyelvjárás
Az archaikus csángó nyelvjárás a moldvai csángók kisebb csoportjának (nem-székelyes csángók) nyelvváltozata. Ez a magyar nyelv egyetlen teljesen önállóan fejlődött dialektusa, amely már akár önálló regionális nyelvnek is tekinthető. Az archaikus csángó dialektust kb. 10-15 000 személy használja, a székelyes csángó nyelvjárással keverten pedig további 10-13 000 fő. A romániai népszámlálások külön jelölik a csángókat és a csángó nyelvet.
Szókincs: A középkori nyelvi formákat máig őrzi. Ugyanakkor a román nyelvből is számos jövevényszót vett át. Beszédük azért érthető nehezen még a románul tudó magyarok számára is, mert nagyszámban használnak archaizmusokat vagy sajátos csángó (nem román eredetű) szavakat, például filjesz (nyúl), hét (mikor), ahét (amikor, régen), bücsü (becsület), csúkmony (tojás), eszüdni (hozzáérteni), jü (ő), külpis, külbécs (csiga) stb.
Kiejtés: Jellemző rá az „s” hangnak a sajátos realizációja („sziszegő beszéd”). Mindemellett a sziszegő „s” és az „sz” külön hangértékkel bír. Másik jellegzetesség a „dzs” fonéma gyakorisága (dzsermek – gyermek, dzsió – dió, medzs – megy).
székelyes moldvai csángó nyelvjárás
A székelyes csángó nyelvjárás a háromszéki és a csíkszéki székely nyelvjárással mutat közeli rokonságot, annyi különbséggel, hogy hiányoznak belőle a nyelvújítás utáni szavak, és nagyobb arányban fordulnak elő a román kölcsönzések. A moldvai csángók többsége (kb. 40 000 ember) ezt a nyelvjárást használja.

## Egyéb nyelvjárások
Az asszimilálódó magyarországi cigányok beszélnek egy roma szavakkal átitatott, az irodalmi nyelv, a roma hanglejtés és más nyelvjárások keveredéséből létrejött nyelvjárást, a romungró nyelvet. Ez a nyelvjárás népszerű, a tömegmédiában cigány televíziós személyiségek, illetve parodisták használják, de megjelenik a népzenében is.

## Bibliográfia
- Kálmán Béla: Nyelvjárásaink
- Magyar dialektológia (szerk. Kiss Jenő)

## Külső hivatkozások
- Hangfelvételek
- A tíz nyelvjárási régió áttekintő térképe